# Giải vô địch bóng đá nữ U-17 Bắc, Trung Mỹ và Caribe 2012
Giải vô địch bóng đá nữ U-17 Bắc, Trung Mỹ và Caribe 2012 diễn ra tại Guatemala từ 2 tháng 5 tới 12 tháng 5 năm 2012. Ba đội tuyển đứng đầu đại diện cho khu vực Bắc, Trung Mỹ và Caribe tham dự Giải vô địch bóng đá nữ U-17 thế giới 2012.

## Vòng loại
Các đội vượt qua vòng loại:
Chủ nhà
- Guatemala

Bắc Mỹ
- Canada (đặc cách)
- México (đặc cách)
- Hoa Kỳ (đặc cách)

Trung Mỹ (thông qua Vòng loại khu vực)
- Panama

Caribe (thông qua Vòng loại khu vực)
- Bahamas
- Jamaica
- Trinidad và Tobago

## Vòng một
Hai đội đầu mỗi bảng lọt vào vòng đấu loại trực tiếp. Giờ thi đấu là giờ địa phương (UTC-06:00).

### Bảng A
| Đội       | Tr | T | H | B | BT | BB | HS  | Đ |
| --------- | -- | - | - | - | -- | -- | --- | - |
| Canada    | 3  | 3 | 0 | 0 | 16 | 1  | +15 | 9 |
| Panama    | 3  | 1 | 1 | 1 | 8  | 8  | 0   | 4 |
| Jamaica   | 3  | 1 | 1 | 1 | 4  | 5  | −1  | 4 |
| Guatemala | 3  | 0 | 0 | 3 | 2  | 16 | −14 | 0 |

| Canada                                                           | 6–0      | Panama |
| ---------------------------------------------------------------- | -------- | ------ |
| Prince 6' · Dhanda 11' · Clarke 22', 40', 42' · Pierre-Louis 51' | Chi tiết |        |

| Guatemala | 0–3      | Jamaica                  |
| --------- | -------- | ------------------------ |
|           | Chi tiết | Gray 13', 42' · Shaw 65' |

| Jamaica | 0–4      | Canada                                               |
| ------- | -------- | ---------------------------------------------------- |
|         | Chi tiết | Sanderson 18' · Neff 21' · Clarke 55' · Prince 90+3' |

| Guatemala    | 1–7      | Panama                                                         |
| ------------ | -------- | -------------------------------------------------------------- |
| Ibarguen 29' | Chi tiết | Riley 4', 36' · Batista 34', 73' · Franco 49' · Cox 61', 90+2' |

| Panama          | 1–1      | Jamaica    |
| --------------- | -------- | ---------- |
| Cox 72' (ph.đ.) | Chi tiết | Bailey 32' |

| Guatemala   | 1–6      | Canada                                                   |
| ----------- | -------- | -------------------------------------------------------- |
| Herrera 28' | Chi tiết | Dhanda 23' · Clarke 31', 64' · Sanderson 77', 81', 90+2' |

### Bảng B
| Đội                | Tr | T | H | B | BT | BB | HS  | Đ |
| ------------------ | -- | - | - | - | -- | -- | --- | - |
| Hoa Kỳ             | 3  | 3 | 0 | 0 | 18 | 0  | +18 | 9 |
| México             | 3  | 2 | 0 | 1 | 8  | 3  | +5  | 6 |
| Trinidad và Tobago | 3  | 0 | 1 | 2 | 0  | 7  | −7  | 1 |
| Bahamas            | 3  | 0 | 1 | 2 | 0  | 16 | −16 | 1 |

| Bahamas | 0–10     | Hoa Kỳ                                                                       |
| ------- | -------- | ---------------------------------------------------------------------------- |
|         | Chi tiết | Purce 1', 75', 84' · Green 6', 40', 41', 44', 60' · Sullivan 55' · Payne 77' |

| México                     | 2–0      | Trinidad và Tobago |
| -------------------------- | -------- | ------------------ |
| Hernández 32' · Duarte 40' | Chi tiết |                    |

| Hoa Kỳ                                                              | 5–0      | Trinidad và Tobago |
| ------------------------------------------------------------------- | -------- | ------------------ |
| Bruder 20' · Sullivan 65' · Robinson 67' · Green 86' · Boyles 90+3' | Chi tiết |                    |

| México                                                   | 6–0      | Bahamas |
| -------------------------------------------------------- | -------- | ------- |
| Cadena 6', 43' · Morales 8', 13' · Vega 26' · Pineda 79' | Chi tiết |         |

| Trinidad và Tobago | 0–0      | Bahamas |
| ------------------ | -------- | ------- |
|                    | Chi tiết |         |

| Hoa Kỳ                      | 3–0      | México |
| --------------------------- | -------- | ------ |
| Green 16' (ph.đ.), 32', 36' | Chi tiết |        |

## Vòng đấu loại trực tiếp
|  | Bán kết                          | Bán kết |                                  |   | Chung kết | Chung kết |
|  |                                  |         |                                  |   |           |           |
|  | 10 tháng 5 - Thành phố Guatemala |         |                                  |   |           |           |
|  |                                  |         |                                  |   |           |           |
|  | Hoa Kỳ                           | 7       |                                  |   |           |           |
|  | Hoa Kỳ                           | 7       | 12 tháng 5 - Thành phố Guatemala |   |           |           |
|  | Panama                           | 0       |                                  |   |           |           |
|  | Panama                           | 0       | Hoa Kỳ                           | 1 |           |           |
|  | 10 tháng 5 - Thành phố Guatemala |         | Hoa Kỳ                           | 1 |           |           |
|  |                                  | Canada  | 0                                |   |           |           |
|  | Canada                           | Canada  | 0                                | 1 |           |           |
|  | Canada                           |         |                                  | 1 |           |           |
|  | México                           | 0       |                                  |   |           |           |
|  | México                           | 0       | Tranh hạng ba                    |   |           |           |
|  |                                  |         |                                  |   |           |           |
|  | 12 tháng 5 - Thành phố Guatemala |         |                                  |   |           |           |
|  |                                  |         |                                  |   |           |           |
|  | Panama                           | 0       |                                  |   |           |           |
|  | Panama                           | 0       |                                  |   |           |           |
|  | México                           | 6       |                                  |   |           |           |

### Bán kết
| Hoa Kỳ                                                                    | 7–0      | Panama |
| ------------------------------------------------------------------------- | -------- | ------ |
| Payne 9' · Green 44', 45+1', 53' · Andrews 50' · Jenkins 66' · Bruder 77' | Chi tiết |        |

| Canada        | 1–0      | México |
| ------------- | -------- | ------ |
| Sanderson 13' | Chi tiết |        |

### Tranh hạng ba
| Panama | 0–6      | México                                                  |
| ------ | -------- | ------------------------------------------------------- |
|        | Chi tiết | Morales 13' · Duarte 51', 54', 72', 84' · Hernández 65' |

### Chung kết
| Hoa Kỳ       | 1–0      | Canada |
| ------------ | -------- | ------ |
| Munerlyn 21' | Chi tiết |        |